# Eudicella gralli

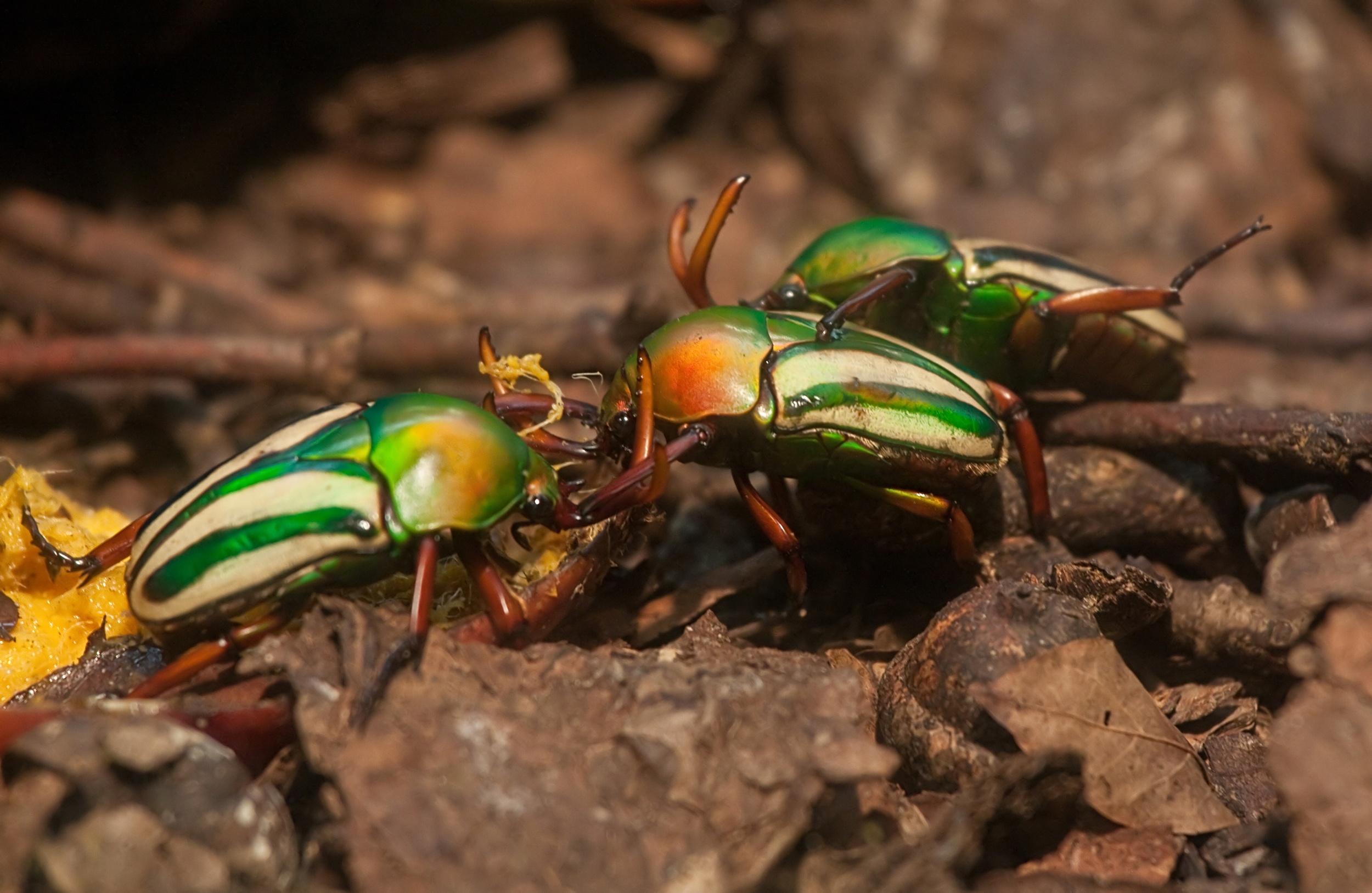
Самец E. gralli в зоопарке Цинциннати

Eudicella gralli (лат.) — вид жуков из подсемейства бронзовок. Ярко окрашенное насекомое, покровы которого, словно призмы, отражают свет. Обитают в дождевых лесах Африки. Жуки питаются нектаром и пыльцой цветков. Популярны как экзотические домашние питомцы. Личинка живёт в гниющей древесине и в листовом опаде, по типу питания детритофаг. Размер взрослой особи 25—40 мм.